# Малшево
Малшево (пол. Małszewo, нім. Malschöwen) — село в Польщі, у гміні Єдвабно Щиценського повіту Вармінсько-Мазурського воєводства.
Населення — 164 особи (2011).

## Демографія
Демографічна структура станом на 31 березня 2011 року:
|          | Загалом | Допрацездатний вік | Працездатний вік | Постпрацездатний вік |
| -------- | ------- | ------------------ | ---------------- | -------------------- |
| Чоловіки | 88      | 14                 | 71               | 3                    |
| Жінки    | 76      | 7                  | 47               | 22                   |
| Разом    | 164     | 21                 | 118              | 25                   |